# Herero (R.30) jezici
Herero (R.30) jezici, podskupina nigersko-kongoanskih jezika iz Namibije, Angole i Bocvane, koja obuhvaća svega dva jezika iz centralne bantu skupine u zoni R. Predstavnici su: 
- herero ili ochiherero, otjiherero [her], 237.000;
- zemba ili Chimba [dhm], 22.000.

## Vanjske poveznice
- Ethnologue (14th)
- Ethnologue (15th)